# رودی جولیانی
رودالف ویلیام لوئیز «رودی» جولیانی (به انگلیسی: Rudolph William Louis Giuliani) (زادهٔ ۲۸ مهٔ ۱۹۴۴) وکیل دعاوی، سخنران و سیاستمدار آمریکایی است که از سال ۱۹۹۴ تا ۲۰۰۱، ۱۰۷مین شهردار نیویورک بود. او هم‌اکنون به عنوان وکیل دونالد ترامپ رئیس‌جمهور سابق آمریکا مشغول به کار است.او ابتدا از نظر سیاسی دمکرات و سپس در دهه ۱۹۷۰ مستقل و از دهه ۱۹۸۰ تاکنون جمهوریخواه بوده‌است. جولیانی از ۱۹۸۱ تا ۱۹۸۳ معاون دادستان کل ایالات متحده آمریکا بود. در آن سال او دادستان ایالات متحده برای ناحیه جنوبی نیویورک شد و تا سال ۱۹۸۹ این سمت را برعهده داشت.
جولیانی با عهده‌دار شدن منصب شهردار نیویورک، رئیس جدیدی به نام ویلیام برتن را به عنوان کمیسیونر پلیس منصوب کرد که نظریه پنجره شکسته افول شهری را پیاده کرد. بر اساس این نظریه بی‌نظمی‌ها و تخلفات کوچک یک جو سهل انگار به‌وجود می‌آورند که منجر به بروز جرایم بیشتر و جدی تری می‌شوند که می‌تواند امنیت یک شهر را به مخاطره بیندازد، این نظریه بیان می‌دارد برای جلوگیری از جرایم بزرگ پلیس باید قوانین به ظاهر خرد «کیفیت زندگی» همچون ممنوع سازی نوشیدن الکل در خیابان، زباله ریختن، عبور از خیابان خارج از خط عابر را به اجرا درآورد. جولیانی در عرض چند سال بابت ارتقای عمده کیفیت زندگی شهر و پایین آوردن نرخ جرایم خشونت‌آمیز تحسین شد. جولیانی زمانی که هنوز شهردار بود در سال ۲۰۰۰ در انتخابات سنا از نیویورک رقابت کرد ولی به دلیل آگاهی از تشخیص سرطان پروستات از رقابت کناره گرفت. جولیانی در سال ۲۰۰۱ شخص سال مجله تایم نام گرفت و در سال ۲۰۰۲ از سوی ملکه الیزابت دوم به خاطر رهبریش پس از حملات تروریستی ۱۱ سپتامبر در سال ۲۰۰۱ شوالیگی افتخاری دریافت کرد.

## اوایل زندگی
فارغ‌التحصیل از کالج منهتن نیویورک در سال ۱۹۶۵، جی دی حقوق از دانشگاه نیویورک در سال ۱۹۶۸.

## فعالیت قضایی
رودی جولیانی زمانی در دهه ۸۰ دادستان کل بخش جنوبی نیویورک بود و متخصص جرایم سازمان یافته و مالی است.
وی وکیل رضا ضراب قاچاقچی ایرانی طلا نیز بوده است.

## کارزارهای شهرداری
بعد از آنکه یک بار در سال ۱۹۸۹ تجربه‌ای ناموفق در پست شهردار داشت، چهار سال بعد و در زمانی که شهر نیویورک از بیکاری شدید ناشی از رکود اقتصادی رنج می‌برد، مجدداً به مقام شهرداری رسید.

## شهرداری
وی دستور کار خود را در این دوره جدید بر قانون و نظم قرار داد و از زمان ورود خود به دفتر شهرداری رفتاری سخت و خشن را برای مقابله با جرایم در پیش گرفت. وی حتی در برخورد با جرایم جزئی و کوچک نیز در این شهر واکنش‌های جدی و سخت را در دستور کار قرار داد، بی‌خانمان‌ها را از سطح شهر نیویورک جمع کرد و با هر گونه پاتوق کردن در این شهر مقابله کرد و توانست در مدت زمان کوتاهی، شهر را پاک‌سازی کند. با پایان یافتن دوره خدمتش در شهرداری، اف‌بی‌آی نیویورک را به عنوان امن‌ترین شهر بزرگ ایالات متحده نام‌گذاری کرد.

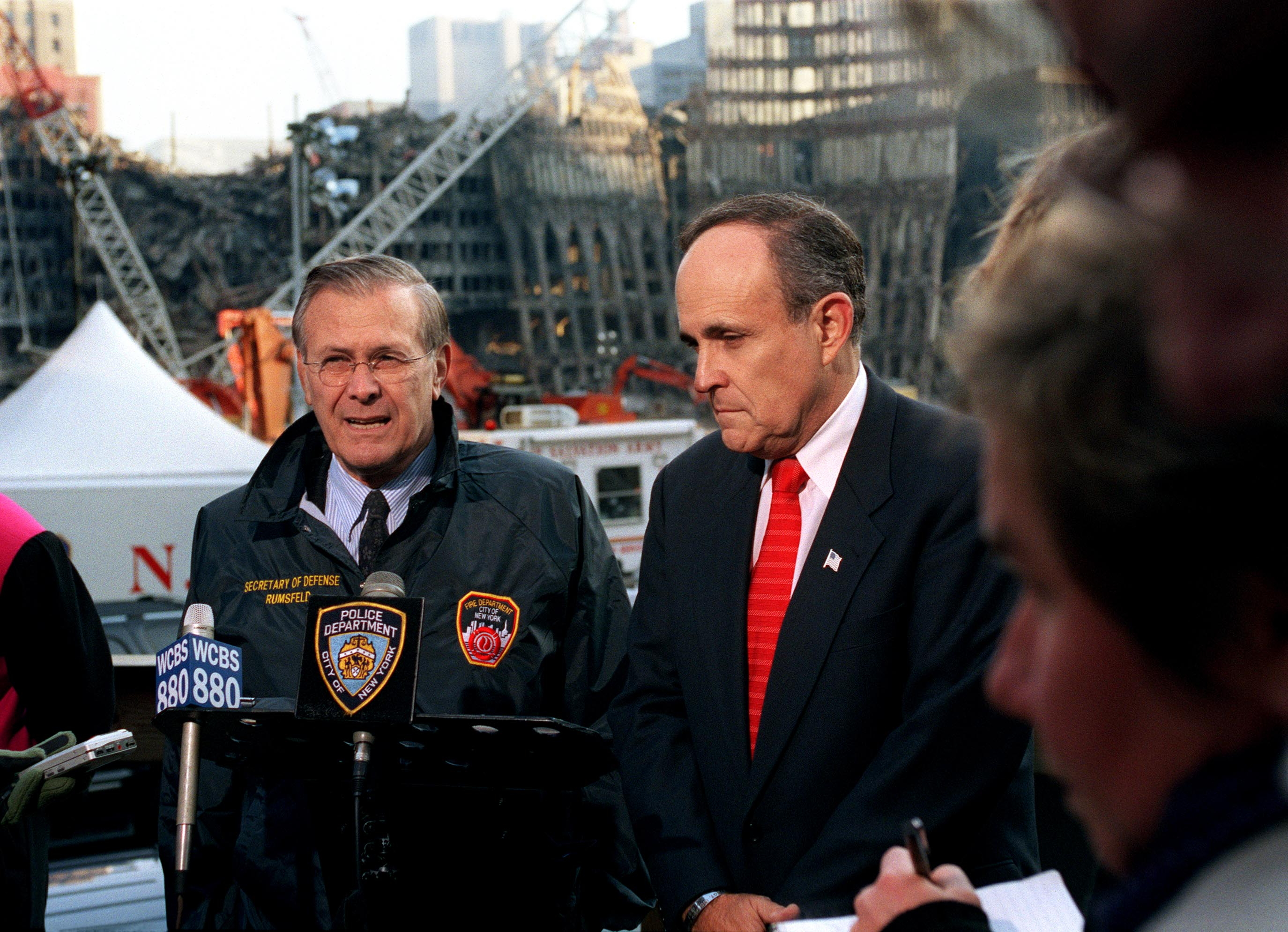
جولیانی و دونالد رامسفلد در محل برج‌های دوقلو پس از حملهٔ ۱۱ سپتامبر ۲۰۰۱

همین مسائل منجر به آن شد که این شهردار سخت و تندخو در پایان مدت خدمت خود در سال ۲۰۰۱ که هم‌زمان بود با حملات تروریستی یازده سپتامبر و حمله به برجهای دوقلوی تجارت جهانی در نیویورک، مورد توجهات بین‌المللی قرار گیرد و نشریه تایم وی را مرد برتر سال انتخاب کرد و ملکه انگلیس نیز در سال بعد از آن به وی نشان شوالیه افتخار داد.
این توجهات منجر به آن شد که وی زمینه برای کاندیداتوری ریاست جمهوری آمریکا در سال ۲۰۰۸ را به دست آورد و حتی در رقابت‌های اولیه انتخاباتی نیز از رقیبان خود پیش افتاد. اما در نهایت رودی جولیانی در ماه ژانویه از رقابت‌های انتخاباتی کنار کشید.
رودی جولیانی که در سال ۱۹۷۲ به جرج مک گاورن دموکرات و ضد جنگ رأی داده بود، به لحاظ شخصی مخالف با سقط جنین، موافق سیاست‌های کنترل حمل سلاح است و چند استدلال نیز در حمایت از ازدواج همجنس گرایان دارد.

## پس از شهرداری

### سیاست
کاندیدای حزب جمهوری‌خواه برای ریاست جمهوری در سال ۲۰۰۸.

حامی بزرگ دونالد ترامپ در رقابت‌های انتخاباتی ۲۰۱۶.

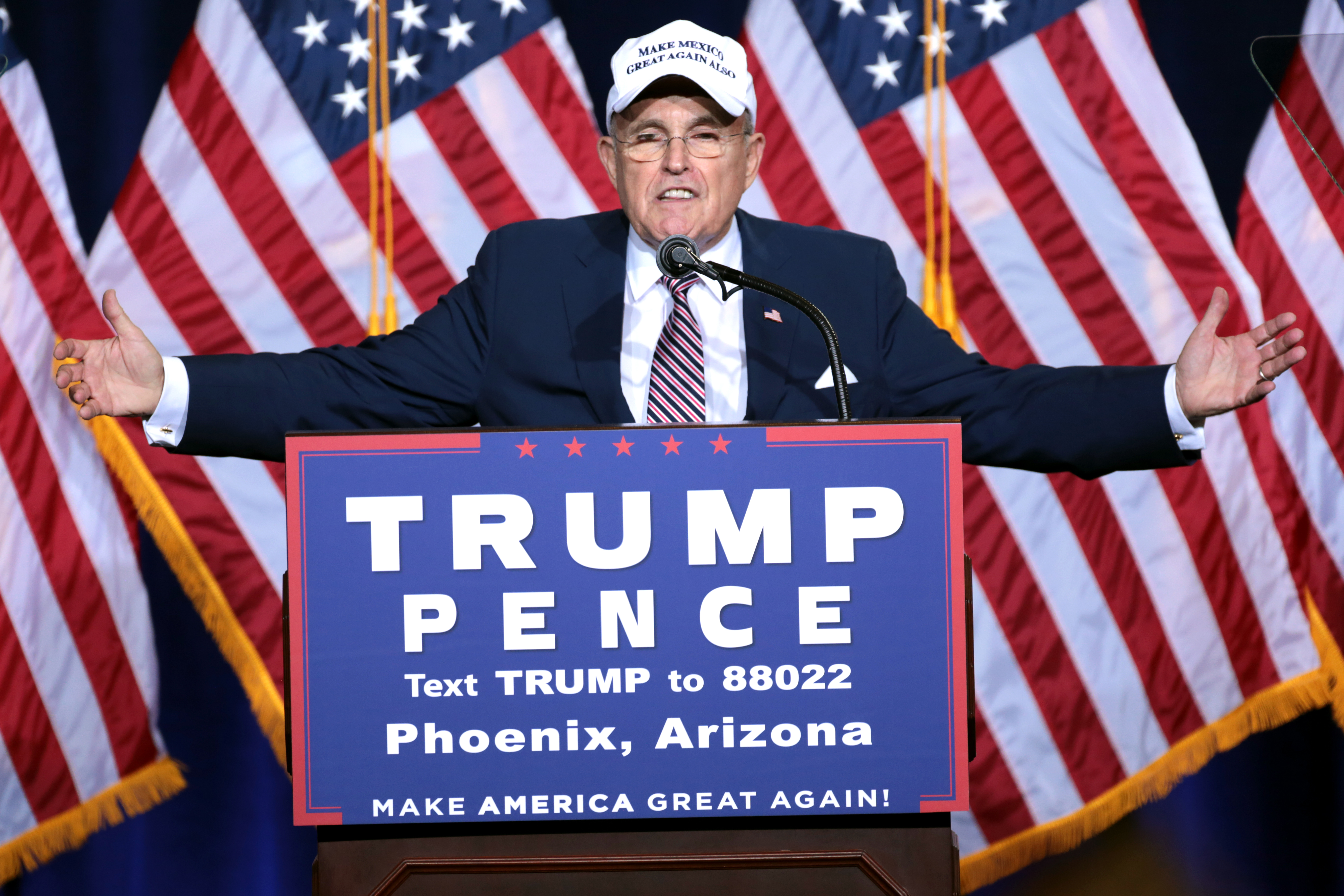
جولیانی در حال سخنرانی در مبارزات انتخاباتی ریاست جمهوری برای نامزد جمهوریخواهان دونالد ترومپ در ۳۱ اوت ۲۰۱۶

با روی کار آمدن دونالد ترامپ، جولیانی به عنوان گزینه‌ای برای پست وزارت خارجه آمریکا مطرح شد. سابقه آشنایی وی با دونالد ترامپ به تقریباً سال ۲۰۰۰ می‌رسد؛ زمانی که هر دو در یک کنفرانس خبری داخلی در شهرداری نیویورک شرکت داشتند. در این کنفرانس خبری، دونالد ترامپ تاجر احساس قرابت شدیدی با رودی جولیانی پیدا کرد و در جریان رقابت‌های انتخاباتی آمریکا در سال ۲۰۱۶ رودی جولیانی، یکی از حامیان پرشور دونالد ترامپ بود. از وی به عنوان مشاور غیررسمی دونالد ترامپ نام برده می‌شود.
وی در ۲۰ ژانویهٔ ۲۰۱۲ با مریم رجوی دیدار کرد.
در ۱ ژوئیه ۲۰۱۷ رودی جولیانی در نشست سالانه سازمان مجاهدین خلق در پاریس سخنرانی کرد و ضمن ستایش از این سازمان گفت که با قدرت گرفتن دونالد ترامپ سیاست آمریکا تغییر کرده و نگاه متفاوتی به مسایل جهان در واشینگتن حاکم است.

### وکالت
مدیر عامل و رئیس هیئت مدیره مؤسسه مشاوره‌ای حقوقی «شرکای جولیانی» از ۲۰۰۲ تا کنون، رئیس هیئت مدیره مؤسسه حقوقی برکول و جولیانی از ۲۰۰۵ تا کنون.
رودی جولیانی همراه با یکی از قضات پیشین آمریکا، مایکل میوکیزی، وکالت رضا ضراب از مسئولان پولشویی جمهوری اسلامی در ترکیه و از دستیاران نزدیک بابک زنجانی را برعهده گرفتند و سعی کردند از طریق مذاکره اتهامات وارد شده علیه موکل شان را از میان بردارند. برای این منظور رودی جولیانی و مایکل میوکیزی با برخی مقامات دولت آمریکا و همچنین با رجب طیب اردوغان، رئیس‌جمهوری ترکیه، ملاقات و گفتگو کردند.